# Ахметзянов, Гусман Нигматзянович
Гусман Нигматзянович Ахметзянов (тат. Госман Нигматзян улы Әхмәтҗанов; 23 июня 1925, Береске, Арский кантон, Татарская АССР, РСФСР, СССР — 27 октября 2005, Казань, Республика Татарстан, Российская Федерация) — татарский  актёр, режиссёр, Заслуженный деятель искусств Татарской АССР.

## Биография
Родился 23 июня 1925 года в деревне Береске Арского кантона Татарской АССР (ныне Атнинский район Республики Татарстан).
1941-1945 годы — участник Великой Отечественной войны.
В 1949 году окончил Татарское театральное училище.
1949-1960 годы — актёр Татарского академического театра.
С 1960 года — переводчик на Казанской студии телевидения.
с 1964 года — режиссёр Гостелерадио Татарской АССР.

## Творчество
Основные роли:
- Мирхайдар («Потоки» Тази Гиззата);
- Шайхулла («Песня жизни» Мирсай Амира).

Основные постановки:
- «Встреча с сыном» Чингиза Айтматова (1963);
- «Берёзы большой дороги» Ильдара Юзиева (1984);
- «Каракаш» Ахсана Баянова (1994).

## Награды
Заслуженный деятель искусств Татарской АССР (1976).